# Ophiomyxa
Ophiomyxa is een geslacht van slangsterren uit de familie Ophiomyxidae.

## Soorten
- Ophiomyxa anisacantha H.L. Clark, 1911
- Ophiomyxa australis Lütken, 1869
- Ophiomyxa bengalensis Koehler, 1897
- Ophiomyxa brevicauda Verrill, 1899
- Ophiomyxa brevirima H.L. Clark, 1915
- Ophiomyxa compacta (Koehler, 1905)
- Ophiomyxa crinita Franklin & O'Hara, 2008
- Ophiomyxa duskiensis Fell, 1947
- Ophiomyxa fisheri A.H. Clark, 1949
- Ophiomyxa flaccida (Say, 1825)
- Ophiomyxa jekeria (Berry, 1938) †
- Ophiomyxa longipeda Brock, 1888
- Ophiomyxa neglecta (Koehler, 1904)
- Ophiomyxa panamensis Lütken & Mortensen, 1899
- Ophiomyxa pentagona (Lamarck, 1816)
- Ophiomyxa punctata (A.H. Clark, 1952)
- Ophiomyxa rhipidata Kutscher & Jagt, 2000 †
- Ophiomyxa serpentaria Lyman, 1883
- Ophiomyxa stimpsonii (Lyman, 1875)
- Ophiomyxa tenuispina Mortensen, 1933
- Ophiomyxa tumida Lyman, 1883
- Ophiomyxa vivipara Studer, 1876